# 佐佳枝廼社
佐佳枝廼社（さかえのやしろ）は、福井県福井市にある神社である。別称 越前東照宮。旧社格は県社。江戸時代後期から明治時代初期に流行した藩祖を祀った神社のひとつ。
徳川家康、福井藩藩祖・松平秀康（結城秀康）、16代藩主・松平慶永（松平春嶽）を主祭神とし、藩士3名（藩祖に殉じた土屋左馬助正明・永見右衛門長次、福井城築城総督の吉田修理義寛）を相殿に祀る。

## 歴史
寛永5年（1628年）、福井城の鎮守として、城内に東照宮（徳川家康）を勧請して祀ったのに始まる。
明治6年（1873年）、福井城内に松平秀康の霊を祀る佐佳枝廼社が創建された（これを以て当社の創建とする資料もある）。この社名は松平慶永の命名によるもので、福井を代表する神社という意味と、福井がより栄えるようにと願ってのものであった。
翌明治7年（1874年）に城内の東照宮を合祀した。明治14年（1881年）に県社に列せられた。松平慶永の死の翌年の明治24年（1891年）11月、慶永の霊を合祀した。
昭和20年（1945年）の第二次世界大戦による戦災、昭和23年（1948年）の福井地震による震災により、社殿はじめ全ての建造物が焼失した。昭和24年、京都・下鴨神社内の三井家祖霊社旧社殿を譲り受け、移築復元して拝殿とした。昭和35年（1960年）、北陸地方初となる鉄筋コンクリート造りで本殿が再建された。
戦後、境内地の一部は大陸からの引揚者や戦災者のための家屋や店舗のために貸与されていた。平成元年（1989年）、一帯を再開発することとなり、平成4年（1992年）4月に竣工した。神社を含めた再開発は日本初となるものであった。境内の地下は駐車場になっている。

## アクセス
- すまいるバス
  - 北ルート（田原・文京方面）「中央公園」下車。
  - 西ルート（照手・足羽方面）「中央公園」下車。
- 京福バス
  - 「大名町」下車。徒歩1分。